# Gmina Lejre (1970–2006)
Gmina Lejre (duń. Lejre Kommune) była w latach 1970-2006 (włącznie) jedną z gmin w Danii w okręgu Roskilde Amt. 
Siedzibą władz gminy było miasto Lejre. 
Gmina Lejre została utworzona 1 kwietnia 1970 na mocy reformy podziału administracyjnego Danii.  Po kolejnej reformie w 2007 r. weszła w skład nowej gminy Lejre.

## Dane liczbowe
- Liczba ludności: (♀ 4385 + ♂ 4339) = 8724
  - wiek 0-6: 9,4%
  - wiek 7-16: 13,8%
  - wiek 17-66: 65,8%
  - wiek 67+: 11,0%
- zagęszczenie ludności: 99,1 osób/km²
- bezrobocie: 2,6% osób w wieku 17-66 lat
- cudzoziemcy z UE, Skandynawii i USA: 120 na 10 000 osób
- cudzoziemcy z krajów Trzeciego Świata: 157 na 10 000 osób
- liczba szkół podstawowych: 4 (liczba klas: 54)